# Futbol'ny Klub BATĖ 2016
Questa voce raccoglie le informazioni riguardanti il BATĖ Borisov nelle competizioni ufficiali della stagione 2016.

## Rosa
| N. |                        | Ruolo | Calciatore           |
| -- | ---------------------- | ----- | -------------------- |
| 3  | Bielorussia (bandiera) | D     | Vital' Haydučyk      |
| 4  | Lettonia (bandiera)    | D     | Kaspars Dubra        |
| 5  | Bielorussia (bandiera) | C     | Jaŭhen Jablonski     |
| 8  | Bielorussia (bandiera) | C     | Aljaksandr Valadz'ko |
| 10 | Serbia (bandiera)      | C     | Mirko Ivanić         |
| 11 | Bielorussia (bandiera) | A     | Dzmitryj Ancileŭski  |
| 13 | Bielorussia (bandiera) | A     | Mikalaj Sihnevič     |
| 14 | Estonia (bandiera)     | D     | Artur Pikk           |
| 15 | Bielorussia (bandiera) | D     | Maksim Žaŭnerčyk     |
| 16 | Bielorussia (bandiera) | P     | Sjarhej Veramko      |
| 17 | Bielorussia (bandiera) | C     | Aljaksej Ryas        |
| 19 | Serbia (bandiera)      | D     | Nemanja Milunović    |
| 20 | Bielorussia (bandiera) | A     | Vital' Radyënaŭ      |
| 22 | Bielorussia (bandiera) | C     | Ihar Stasevič        |
| 23 | Bielorussia (bandiera) | C     | Ėdhar Aljachnovič    |

| N. |                        | Ruolo | Calciatore            |
| -- | ---------------------- | ----- | --------------------- |
| 33 | Bielorussia (bandiera) | D     | Dzjanis Paljakoŭ      |
| 34 | Bielorussia (bandiera) | P     | Arcëm Saroka          |
| 42 | Bielorussia (bandiera) | D     | Maksim Valadz'ko      |
| 43 | Bielorussia (bandiera) | C     | Mikita Filipovič      |
| 44 | Bielorussia (bandiera) | D     | Uladzislaŭ Mal'kevič  |
| 45 | Bielorussia (bandiera) | A     | Uladzislaŭ Muchamedaŭ |
| 46 | Bielorussia (bandiera) | C     | Aljaksej Chanevič     |
| 48 | Bielorussia (bandiera) | P     | Dzjanis Ščarbicki     |
| 49 | Bielorussia (bandiera) | C     | Aljaksandr Džihera    |
| 62 | Bielorussia (bandiera) | C     | Michail Hardzjajčuk   |
| 77 | Bielorussia (bandiera) | C     | Juryj Kendyš          |
| 80 | Georgia (bandiera)     | C     | Valerian Gvilia       |
| 81 | Bielorussia (bandiera) | C     | Aljaksandr Hleb       |